# Kamienica Górna
Kamienica Górna – wieś w Polsce położona w województwie podkarpackim, w powiecie dębickim, w gminie Brzostek.
| SIMC    | Nazwa   | Rodzaj    |
| ------- | ------- | --------- |
| 0814760 | Budy    | część wsi |
| 0814777 | Granice | część wsi |

Na przełomie XIX i XX wieku dobra we wsi posiadał Stanisław Nowak.
W latach 1954–1959 wieś należała i była siedzibą władz gromady Kamienica Górna, po jej zniesieniu w gromadzie Siedliska Bogusz. W latach 1975–1998 miejscowość administracyjnie należała do województwa tarnowskiego.
Miejscowość jest siedzibą rzymskokatolickiej parafii Najświętszej Maryi Panny Częstochowskiej należącej do dekanatu Pilzno w diecezji tarnowskiej.
Z Kamienicą związany jest rzeźbiarz ludowy Władysław Chajec.